# Revingefältet
Revingefältet este o arie protejată (arie specială de conservare — SAC, sit de importanță comunitară — SCI) din Suedia întinsă pe o suprafață de 2.993,9 ha, integral pe uscat.

## Localizare
Centrul sitului Revingefältet este situat la coordonatele 55°41′38″N 13°28′33″E / 55.6939°N 13.4759°E.

## Înființare
Situl Revingefältet a fost declarat sit de importanță comunitară în decembrie 1998 pentru a proteja 4 specii de animale. Situl a fost protejat și ca arie specială de conservare în martie 2011.

## Biodiversitate
Situată în ecoregiunea continentală, aria protejată conține 15 habitate naturale: Pajiști uscate europene, Vegetație psamofilă uscată cu pășuni deschise de Corynephorus și Agrostis, Mlaștini calcaroase cu Cladium mariscus și specii de Caricion davallianae, Păduri de fag Luzulo-Fagetum, Păduri de stejar sau de stejar și carpen sub-atlantice și medio-europene de Carpinion betuli, Mlaștini turboase de tranziție și turbării mișcătoare, Cursuri de apă de la nivel de câmpie la nivel montan, cu vegetație Ranunculion fluitantis și Callitricho-Batrachion, Păduri aluvionare cu Alnus glutinosa și Fraxinus excelsior (Alno-Padion, Alnion incanae, Salicion albae), Mlaștini alcaline, Păduri caducifoliate de mlaștină fino-scandinave, Pajiști cu Molinia pe soluri calcaroase, turboase sau argilos-nămoloase (Molinion caeruleae), Ape puternic oligomezotrofe cu vegetație bentonică cu Chara spp., Pajiști fino-scandinave uscate până la mezice, bogate în specii de altitudine mică, Vegetație psamofilă uscată cu Calluna și Empetrum nigrum, Păduri de fag Asperulo-Fagetum.
La baza desemnării sitului se află mai multe specii protejate:
- amfibieni (1): triton cu creastă (Triturus cristatus)
- nevertebrate (2): Dytiscus latissimus, libelule (Leucorrhinia pectoralis)
- pești (1): zglăvoacă (Cottus gobio)

Pe lângă speciile protejate, pe teritoriul sitului au mai fost identificate 2 specii de amfibieni.